# Haukijärvi (Tärendö socken, Norrbotten, 749060-178346)
Haukijärvi är en sjö i Pajala kommun i Norrbotten och ingår i Kalixälvens huvudavrinningsområde.